# Samuel Guimarães
Samuel Pinheiro Guimarães Neto (Río de Janeiro, 30 de octubre de 1939-29 de enero de 2024) fue un escritor, político y diplomático brasileño.

## Biografía
Durante el gobierno de Luiz Inácio Lula da Silva fue secretario general del Ministerio de Relaciones Exteriores hasta el año 2009, cuando pasó a ser ministro jefe de la Secretaría de Asuntos Estratégicos de la Presidencia de la República. Fue profesor de la Universidade de Brasília (UnB) y del Instituto Rio Branco (IRBr/MRE).
Es autor de los libros Quinhentos anos de periferia (UFRGS/Contraponto, 1999) y Desafios brasileiros na era dos gigantes (Contraponto, 2006).
En 2006 recibió el premio Juca Pato como el intelectual del año, galardón otorgado por la Unión Brasileña de Escritores.